# Павел Бенеш
Павел Бенеш (чеш. Pavel Beneš) (Праг 14. јуна 1894.- Праг 31. маја 1956.) био је аеронаутичар, инжењер. Целог свог радног века бавио се пројектовањем авиона. Оставио је неизбрисив траг у Чехословачкој авиоградњи и ваздухопловству између два рата.

## Биографија
Рођен је 14. јуна 1894. године у Прагу. где је завршио основну школу и гимназију, заједно са својим пријатељем М. Хајном уписује машински одсек Чешког техничког факултета универзитета у Прагу (ЧВУТ). Са колегама са факултета основао је Прашки ваздухопловни клуб 1913. године. Поред тога, успео је да реализује пројект правог авиона сопствене конструкције пре почетка Великог рата, такође је био успешан и са једрилицом по имену Лили.
После рата оснива компанију Авиа за производњу авиона, чији је био директор и главни конструктор. Радио је у тандему са Мирославом Хајном, са којим је направио низ авиона разних типова између 1920. и 1929. године. Сарадња је настављена у ЧКД Прага и окончана тек 1932. године, када М. Хајн због болести напушта ЧКД. Бенеш је 1935. године започео посао у Хоцењу основавши фирму Бенеш-Мраз. Углавном се бавио пројектовањем лаких спортских авиона, у току Другог светског рата морао да напусти компанију и вратио се у Праг. Преминуо је 31. маја 1956. године.

### Радна биографија
Убрзо после Првог светског рата у лето 1919. године, Павел Бенеш и Вацлав Мали оснивају компанију Авиа – предузеће за производњу и поправку авиона. Од почетка им се придружио и Мирослав Хајн који је заједно са Павелом Бенешом постао њихов главни пројектант.
Почетком маја 1920. године Бенеш и Хајн су почели да пројектују авион под ознаком BH-1 Екпериментал. Радови су брзо напредовали и авион је почео постепено да се производи у радионици Авиа. После интензивног рада, 13. октобра 1920. први авион марке Авиа је заиста полетео. Након првог успеха и патентирања моноплана почела је да се рађа читава фамилија авиона који су носили словну ознаку BH од почетних слова презимена пројектаната Бенеш и Хајн. Бројем је означен редни број авиона у фамилији.

#### Заједнички пројекти авиона Бенеш-Хајн у Авији
- Авија BH-1 (1920)  - експериментални, двосед, моноплан, нискокрилац, прототип 1 ком.
- Авија BH-3 (1921)  - ловац, једносед, моноплан, нискокрилац, серијска производња 12 ком.
- Авија BH-4 (1922)  - ловац, једносед, моноплан, нискокрилац, прототип 1 ком.
- Авија BH-6 (1923)  - ловац, једносед, двокрилац, прототип 1 ком.
- Авија BH-7 (1923)  - ловац, једносед, моноплан, парасол, прототип 2 ком.
- Авија BH-8 (1923)  - ловац, једносед, двокрилац, прототип 1 ком.
- Авија BH-17 (1924) - ловац, једносед, двокрилац, серијска производња 24 ком.
- Авија BH-19 (1924) - ловац, једносед, моноплан, прототип 1 ком.
- Авија BH-21 (1925) - ловац, једносед, двокрилац, серијска производња 139 ком.
- Авија BH-22 (1926) - акробатски, тренажни, једносед, двокрилац, серијска производња 40ком.
- Авија BH-23 (1925) - ноћни ловац, једносед, двокрилац, прототип 2 ком.
- Авија BH-26 (1926) - вишенаменски, двосед, двокрилац, серијска производња 9 ком.
- Авија BH-28 (1927) - вишенаменски, двосед, двокрилац, прототип 1 ком.
- Авија BH-33 (1928) - ловац, једносед, двокрилац, серијска производња 187 ком.

Године 1926. Авију је купио концерн Шкода из Плзена, а крајем 1929. Павел Бенеш, Мирослав Хајн и група колега отишли су у ЧКД - Прага. Њихово ново одељење ваздухопловства основано је у пролеће 1930. и одмах наставило са радом на новим пројектима. За кратко време овде су створени тренажни авиони Е-39 и Е-41 и прототипови ловаца Е-44 и Е-45. ЧКД - Прагу је прво због болести 1932. године напустио М. Хајн а затим и П. Бенеш 1935. године.
Инж. Бенеш је одлучио да отпочне властити посао. Он је заједно са обртником инж. Јарославом Мраз 1. априла 1935. године основао предузеће Бенеш-Мраз за производњу авиона у Хоцењу. Предузеће је производило лаке авионе сопственог дизајна до немачке окупације 1939. године. Између 1935. и 1939. године компанија је створила 14 типова моторних авиона, укупан број произведених јединица био је 245 комада. У овом предузећу инж.П. Бенеш је водио технички део посла а инж.Ј. Мраз пословни део. Био је то добар спој неопходан за успешан развој фирме.

#### Реализовани пројекти авиона у Бенеш-Мразу пре рата[3]
- Be-50 Beta-Minor (1935) произведено 43 комада.
- Be-51 (1937) произведено 65 комада.
- Be-52 Beta Major (1936) произведено 1 комад.
- Be-56 (1936) произведено 1 комад.
- Be-60 Bestiola (1935) произведено 23 комада.
- Be-150 Beta Junior (1936) произведено 5 комада.
- Be-250 Beta Major (1936) произведено 1 комад.
- Be-252 Beta Scolar ( 1937) произведено 1 комад.
- Be-501 произведено 1 комад.
- Be-502 произведено 1 комад.
- Be-550 Bibi (1936) произведено 25 комада.
- Be-555 Super Bibi (1938) произведено 12 комада. за време окупације[3]
- DFS Kranich II
- DFS 230
- Fieseler Fi 156 Storch
- Mráz Zobor I (1943) после рата[3]
- Mráz K-65 Čáp (kopie Fieseler Fi 156)
- Мраз M-1 Сокол (1946)
- Мраз М-2 Скаут (1948)
- Мраз M-3 Бонзо (1948)

Током Другог светског рата обим производње је значајно порастао. Главни произведени тип била је немачка једрилица DFS Kranich II, намењена за обуку пилота Луфтвафеа. Укупно је током рата изграђено 1.620 јединица. Произведени су и авиони Fieseler Fi 156 Storch и теретне једрилице DFS 230.
Године 1940. Павел Бенеш се вратио у Праг. После рата неко време је радио на изградњи Аера, али је због нарушеног здравља морао да напусти ову делатност. Своја драгоцена сведочанства из историје чехословачке авијације оставио је у књизи Наша прва крила. Преминуо је у пролеће 1956. године.